# Thézan-lès-Béziers
Thézan-lès-Béziers (okzitanisch: Tesan de Besiers) ist eine französische Gemeinde mit 3.070 Einwohnern (Stand: 1. Januar 2022) im Département Hérault in der Region Okzitanien. Sie gehört zum Arrondissement Béziers und zum Kanton Cazouls-lès-Béziers.

## Geographie
Thézan-lès-Béziers liegt etwa sieben Kilometer nordwestlich von Béziers in der Landschaft des Minervois. Im Westen  der Gemeinde fließt der Orb. Umgeben wird Thézan-lès-Béziers von den Nachbargemeinden Murviel-lès-Béziers im Norden und Nordwesten, Pailhès im Nordosten, Corneilhan im Süden und Südosten, Lignan-sur-Orb und Maraussan im Süden, Cazouls-lès-Béziers im Westen und Südwesten sowie Cessenon-sur-Orb im Westen und Nordwesten.

## Bevölkerungsentwicklung
| Jahr      | 1962 | 1968 | 1975 | 1982 | 1990 | 1999 | 2006 | 2017 |
| Einwohner | 1442 | 1499 | 1957 | 2016 | 2008 | 2077 | 2422 | 2987 |

## Sehenswürdigkeiten
- Kirche Saint-Pierre-et-Saint-Paul
- Mahnmal der Toten des Ersten Weltkrieges (erstes Mahnmal in Frankreich), 1914 errichtet